# Alpha Oumar Djalo
Alpha Oumar Djalo, né le 5 septembre 1996 à Paris, est un judoka français.

## Carrière
Alpha Oumar Djalo est médaillé d'or dans la catégorie des moins de 81 kg aux Jeux de la Francophonie de 2017 à Abidjanet champion de France de judo en 2021 à Perpignan. Il est médaillé d'argent par équipes aux Championnats du monde de judo 2019 à Tokyo.
Ses meilleurs résultats en individuel restent jusqu'à aujourd'hui la médaille d'or remportée au Grand-Prix de Zagreb  en 2022 et sa médaille d'argent remportée au Grand Slam de Düsseldorf en 2018, tournoi international majeur.
Médaillé de bronze sur les Grand Slam de Tel Aviv en 2022, Tokyo en 2022 , Antalya en 2023
En février 2023, il remporte la médaille de Bronze au Grand Chelem de Paris.
Il remporte aux Championnats d'Europe de judo 2023 à Montpellier la médaille de bronze dans la catégorie des moins de 81 kg. Trois semaines après cette compétition, la Fédération française de judo annonce la sélection de Djalo pour les Jeux olympiques de 2024 disputés à Paris.

## Palmarès
- 2012 :
  - 3e au Championnat de France UNSS Cadets - Montbeliard
  - 1er au Championnat de France Cadets - Paris
  - 5e à l'European Cup Cadets - Bielko-Biala

- 2015 :
  - 3e à l'European Cup Juniors - Varsovie
  - 7e au Championnat de France 1re division Seniors - Rouen

- 2016 :
  - 7e à l'European Cup Juniors - Saint-Pétersbourg
  - 1er au Championnat de France Juniors - Lyon
  - 5e à l'European Cup Juniors - Leibnitz
  - 7e au Championnat d'Europe Juniors - Malaga

- 2017 :
  - 7 au Championnat de France 1re division par équipe Seniors - Marseille
  - 3e à l'European Open Seniors - Bucarest
  - 1er aux Jeux de la Francophonie Seniors - Abidjan
  - 3e à l'European Cup Seniors - Bratislava
  - 3e au Championnat de France 1re division Seniors - Saint-Quentin-en-Yvelines

- 2018 :
  - 2e au Tournoi Grand Chelem Seniors - Dusseldorf
  - 7e au Championnat d'Europe Seniors - Tel-Aviv
  - 3e au Championnat de France 1re division Seniors - Rouen

- 2019 :
  - 5e au Tournoi Grand Prix Seniors - Tbilissi
  - 1er à l'European Open Seniors - Luxembourg
  - 3e à l'European Open Seniors - Tallinn

- 2020 :
  - 7e au Tournoi Grand Chelem Seniors - Düsseldorf
  - 5e au Championnat de France 1re division par équipe Seniors - Brest
  - 2e au Tournoi Seniors - INJ - tests matchs nationaux

- 2021 :
  - 3e à l'European Open Seniors - Sarajevo
  - 1er à l'European Open Seniors - Malaga
  - 1er au Championnat de France 1re division Seniors - Perpignan

- 2022 :
  - 5e à l'European Open Seniors - Prague
  - 7e au Tournoi Grand Chelem Seniors - Antalya
  - 1er au Tournoi Grand Prix Seniors - Zagreb
  - 3e au Masters mondial - Jérusalem

- 2023 :
  - 3e au Tournoi Grand Chelem - Paris
  -  Médaille de bronze aux Championnats d'Europe - Montpellier

- 2024 :
  -  Médaille d'or aux Jeux olympiques par équipes - Paris